# 송문주

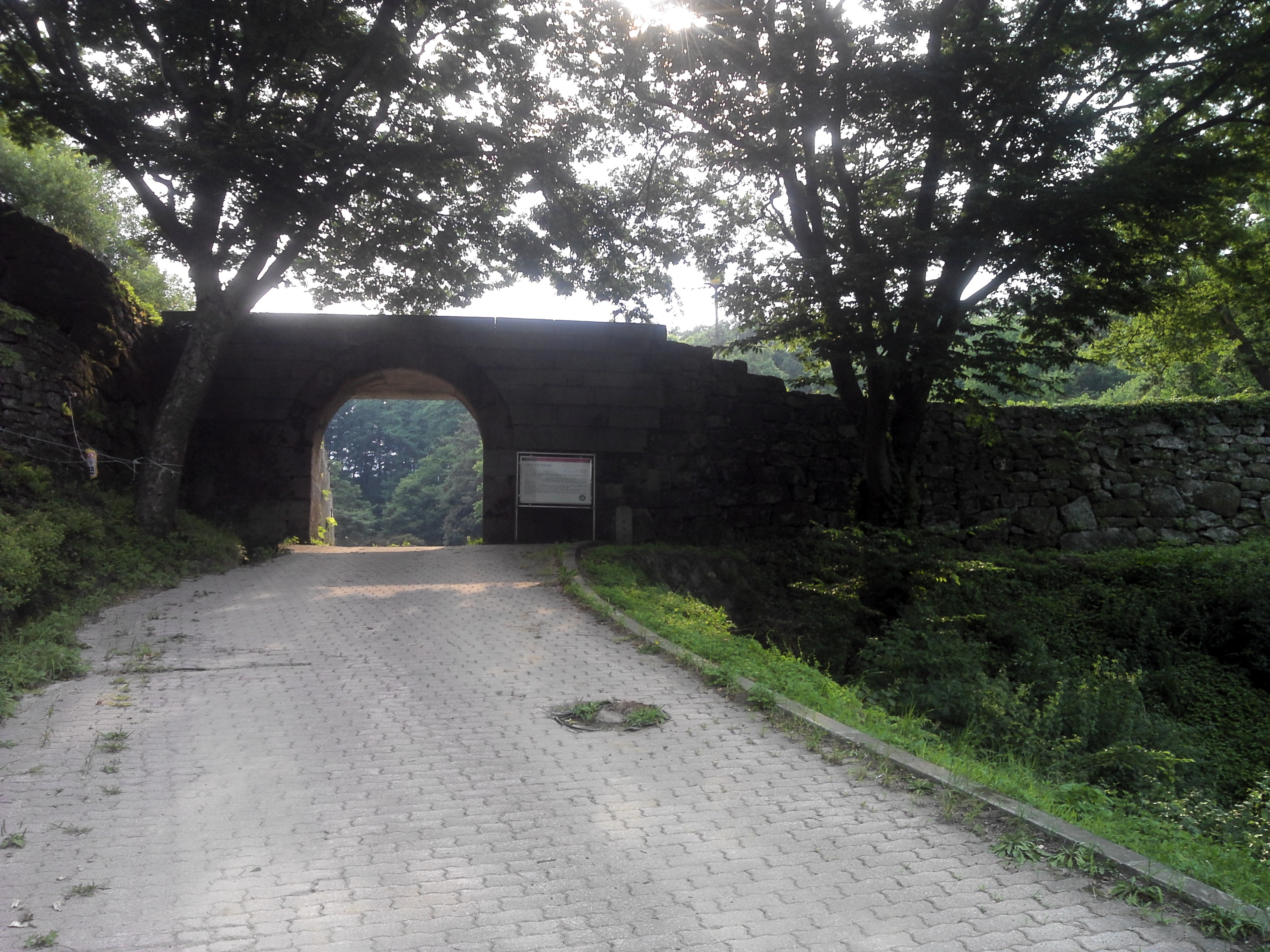
안성 죽주산성.

송문주(宋文胄, 생몰년 미상)는 고려 후기의 무장이다. 몽골의 침입 당시 귀주성 전투에 참전하였으며, 죽주산성에서 몽골군의 침공을 격퇴하였다.

## 개요
송문주는 일찍이 고종(高宗) 18년(1231년) 몽골의 1차 침입 당시 귀주성 전투에 박서(朴犀)의 휘하로 참전하여 몽골군과의 전투 경험이 있었고, 몽골군의 전략전술에 대해 잘 알고 있었다. 귀주성 전투의 공적으로 낭장(郞將)이 된 그는 고종 23년(1236년) 몽골의 3차 침입으로 각 도의 산성을 방어하는 방호별감(防護別監)으로써 죽주(竹州)에 파견되어 죽주산성을 지켰다. 몽골군은 6월에 압록강을 건너서 서북면으로 내려와 8월에는 자주(慈州)를 함락시키고 남경(南京)에 주둔하며 온수군(溫水郡)까지 공격하였고, 9월 임술(8일) 죽주를 공격하였다. 송문주는 죽주산성의 방호별감을 맡고 있었다.
몽골군은 우선 죽주산성의 고려군을 향해 항복을 권유하였으나 성안에서는 병사들을 출격시켜서 몽골군을 쫓아버렸고, 몽골군은 죽주산성을 공격하기 시작하였다. 귀주에서 몽골군의 공성 전술을 체험했던 송문주는 몽골군의 공성 작전을 모두 파악하고 있었고 번번이 군사들에게 "오늘은 적이 어떤 기계를 설치할 것이니 우리는 어떤 기구로 맞서야 한다"며 몽골군에 대한 대응 전술을 지휘하였다. 송문주의 말대로 몽골군이 화포로 성문을 부수자 죽주산성의 방어군 역시 포(砲)를 사용하여 몽골군을 막아 물러나게 하였고, 이어 몽골군이 인유(人油), 관솔불, 쑥풀 등을 짚에 뿌리고 화공을 펼치자 때맞춰 죽주산성 안에서 병력이 한꺼번에 성문을 열고 나와 몽골군을 기습해 숱한 몽골군을 베었다. 결국 보름 만에 몽골군은 공성무기를 불태우고 물러갔고, 죽주산성은 무사하였다. 당시 죽주산성 내의 군사들은 몽골군의 공격 전법이 송문주의 말과 실제로 맞아떨어지는 것을 보고 송문주를 '신명(神明)'이라 불렀다고 한다.
고려 조정은 죽주산성에서의 승전에 대한 논공행상으로 송문주를 좌우위장군(左右衛將軍)으로 삼았다. 한편 온수군을 공격하였던 몽골군은 9월 3일에 군의 향리인 현려(玄呂) 등에게 패하였고, 겨울 12월 대흥성(大興城)에서도 고려 방어군이 몽골군을 격퇴시키는데 성공하였다.

## 충의사
송문주가 몽골군을 상대로 싸워 승리를 거두었던 죽주산성 안에는 충의사라는 이름의 사당이 있다. 사당이 언제 세워졌는지에 대해서는 확실하게 알 수 없으나 조선 후기 채제공(蔡濟恭)이 쓴 《송장군묘비명》에는 후세 사람들이 송문주의 공덕을 기리기 위하여 성 북쪽에 송문주의 사당을 지었고 세월이 내려오면서 죽주산성과 함께 퇴락한 것을 죽산부사 유언지(兪彦摯)가 대대적으로 수리하고 제향하였다고 한다. 묘비명은 또 송문주가 몽골군과 대치하던 당시 성을 포위한 몽골군이 죽주산성 안에는 물이 별로 없으니 곧 항복할 것이라고 생각하고 있음을 안 송문주가 커다란 붕어를 잡아서 몽골군 진영에 보내 "멀리서 오셨는데 배가 고프실 것 같아서 물고기로 대접해 드리겠습니다."라는 말과 함께 성에 물이 많음을 알렸고 이에 포위를 풀고 물러나는 몽골군의 배후를 쳐서 크게 이겼다는 전승과 함께 채제공이 살던 당시까지도 죽산 사람들은 송문주를 가리켜 "송 장군이 아니었다면 우리 조상들께서는 어륙(魚肉)이 되었을 것이고, 조상 없이 우리가 어찌 있을 수 있겠는가. 죽산 사람들이 이렇게 밭 갈고 우물 파서 부모 처자 데리고 살아가는 것은 모두 장군의 은혜다"라며 송문주를 칭송하였다고 한다. 충의사에서는 해마다 음력 9월 9일에 안성시가 주관하고 죽산면 기관·사회단체장과 지역주민이 참여하여 송문주에 대한 제향을 올리고 있다.

## 송문주의 가계에 대하여
한국의 진천 송씨 문중에서는 송문주는 진천 송씨로 진천 송씨의 족보에 자를 '문주'라고 전하는 송언상(宋彦祥)이 송문주 장군이라고 주장하며 해마다 음력 9월 9일의 충의사 제향에 진천 송씨 종친회장이 참여하고 있다. 2012년 10월 19일에 죽주산성내 송문주의 사당인 충의사에서 있었던 송문주 장군 영정 봉안식 역시도 진천 송씨 대종회가 안성시로부터 1천 만원의 예산을 지원받아 영정 제작을 맡고 봉안식 제반 사항에 이르는 모든 관련 행사를 준비하고 개최하였으며 2017년 8월 8일 죽산면 삼거리에서 거행된 송문주 동상 제막식에도 진천 송씨 대종회장이 황은성 안성시장에게 종친회의 명의로 감사패를 제공하였고, 동상을 안내하는 입간판에는 "진천 송씨 대종회에서도 죽주민들에 대한 감사와 조상의 전공을 기리며 이 제례에 참여하고 있다"라는 내용을 실어놓고 있다.
한편 2017년 4월 안성시청 소속 홍원의 학예사는 청(淸) 광서(光緖) 17년 즉 조선 고종 28년(1891년)에 간행된 《죽산부읍지》(竹山府邑誌) 성곽(城郭)조에 「장군의 이름은 문주이며 의성(義城) 사람이다. 죽주방호별감이 되어 산성에 거하며 몽골과 싸워 여러 차례 승첩이 있었다.」(將軍諱文胄義城人, 爲竹州防護別監據山城, 與蒙古戰多有勝捷)라고 적은 내용이 있음을 확인하고 이를 공개하였다. 다만 이에 대하여 진천 송씨 대종회가 공식 입장을 내놓은 것은 없으며, 2018년에도 진천 송씨 대종회는 충의사의 송문주 장군 제향에 참석하였다.
한편 죽산면 상구산, 하구산 마을과 미륵당 마을에서는 9월 9일의 충의사 제향과는 별개로 마을 단위로 음력 10월 초에 날을 택하여 산신제와 함께 송대장군제를 지내는데 예전부터 마을 사람들이 거행해온 동제로써 충의사의 제향과는 별개의 것이라고 한다.

## 관련 작품

### 드라마
- 《무신》(MBC, 2012년~2012년, 배우:주성환)

## 같이 보기
- 몽골의 침입
- 귀주성 전투
- 박서
- 충의사